# Alison (Lied)

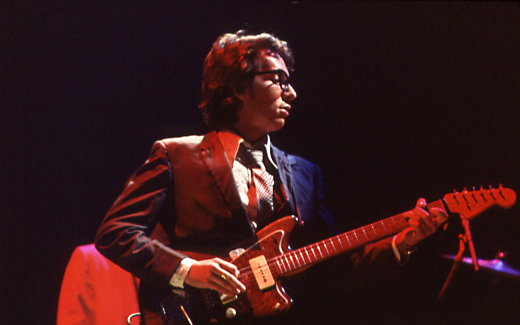
Elvis Costello 1978

Alison ist ein Song, der 1977 von Elvis Costello für sein Debütalbum geschrieben wurde. Obwohl die Single kein Hit wurde, ist sie eine seiner bekanntesten Aufnahmen.

## Hintergrund
Der Song wurde 1977 auf Elvis Costellos Debüt-Studioalbum My Aim Is True veröffentlicht; die Textzeile My Aim Is True aus dem Lied wird als Albumtitel verwendet. 
Costello hat wenig über den Hintergrund des Songs geäußert, außer dass es darum geht, "jemanden zu enttäuschen". In den Liner Notes des Kompilationsalbums Girls Girls Girls schrieb er: "Vieles könnte rückgängig gemacht werden, wenn man mehr spricht. Costello sagte, dass die Textzeile "Ich weiß, dass dich diese Welt umbringt" inspiriert war von der Textzeile des Songs Ghetto Child der Detroit Spinners von 1973: "Life ain't so easy when you're a ghetto Child. "
2006 spielten Costello und Billie Joe Armstrong von Green Day den Song live zusammen.

## Rezeption
Alison wurde in Großbritannien als Single mit Welcome to the Working Week als B-Seite. In den USA wurde Alison neu mit Streichern abgemischt.
2004 wurde der Song im Rolling Stone auf Platz 318 der 500 Greatest Songs of All Time. Die Zeitschrift Entertainment Weekly bezeichnete Alison als "eine der zehn größten Aufnahmen" Costellos. The Daily Telegraph nannte es Costellos zweitbesten Song und "ein wunderbares Lied über unerwiderte Liebe".